# Nathan Twaddle
Robert Nathan Twaddle (født 21. august 1976 i Hamilton, New Zealand) er en newzealandsk roer.
Twaddle vandt, som makker til George Bridgewater, bronze i toer uden styrmand ved OL 2008 i Beijing. Newzealænderne blev i finalen besejret af australierne Drew Ginn og Duncan Free, der vandt guld, og af David Calder og Scott Frandsen fra Canada, der fik sølv. Parret deltog i samme disciplin ved OL 2004 i Athen, hvor de sluttede på fjerdepladsen.
Twaddle og Bridgewater vandt desuden VM-guld i toer uden styrmand ved VM 2005 i Japan, og sølv i samme disciplin ved VM i både 2006 og 2007.

## OL-medaljer
- 2008:  Bronze i toer uden styrmand